# Giáo hoàng Urbanô I
Giáo hoàng Urbanô I (Tiếng La Tinh: Urbanus I) là người kế nhiệm giáo hoàng Callixtus I và là vị Giáo hoàng thứ 17 của Giáo hội Công giáo Rôma. Theo niên giám Tòa Thánh năm 1806 cho rằng ông lên ngôi Giáo hoàng vào năm 223 và ở ngôi trong 7 năm. Niên giám Tòa Thánh năm 2003 xác định triều đại của ông kéo dài từ năm 222 cho tới năm 230. Trước kia, người ta tin rằng ông đã chịu tử vì đạo vào năm 230. Tuy nhiên những khám phá trong các di tích lịch sử gần đây đã chỉ ra rằng ông chết một cách tự nhiên. Ông được coi là một vị thánh của Giáo hội Công giáo Rôma và cả Giáo hội Chính Thống giáo Đông phương. Ông được giáo hội Công giáo kính nhớ vào ngày 25 tháng 5.

## Tiểu sử
Hầu hết các thông tin về cuộc sống của Giáo hoàng Urbanô I đều rất bí ẩn, dẫn đến nhiều thần thoại và quan niệm sai lệch. Mặc dù thiếu nguồn nhưng ông là vị Giáo hoàng đầu tiên có thể định ngày bắt đầu triều đại của mình. Đó là ngày 14 tháng 10 năm 222. Triều đại Giáo hoàng của ông được đánh dấu bằng một thời kỳ khá bình lặng. Vị hoàng đế mới, Marcus Aurelius Severus Alexander khá có thiện ý với người Ki tô hữu. Trái lại cuộc tranh cãi với Hippolytus vẫn tiếp tục sôi nổi và kéo dài tới thời vị Giáo hoàng tiếp theo.
Năm sinh của Giáo hoàng Urbanô I không được xác định tuy nhiên một số nguồn cho rằng ông sinh tại Rôma. Ông được cho là người đã chấp thuận việc Giáo hội có quyền sở hữu tài sản. Vào thời gian cai trị của ông, giáo hội tại Rô-ma đã tăng trưởng nhanh chóng dẫn đến niềm tin rằng: Urbanô I đã thực hiện một chính sách thay đổi với sự đóng góp của cac tín hữu sùng đạo. Một nghị định của Giáo hoàng được quy cho là của Urbanus I: " Những mòn quà của những tín hữu sùng kính được dâng cho Chúa chỉ có thể được sử dụng cho các mục đích của giáo hội và cho người nghèo. Những quà tặng đem dâng của những tín hữu sùng kính được xem như của lễ đền tội và là tài sản của giáo hội".

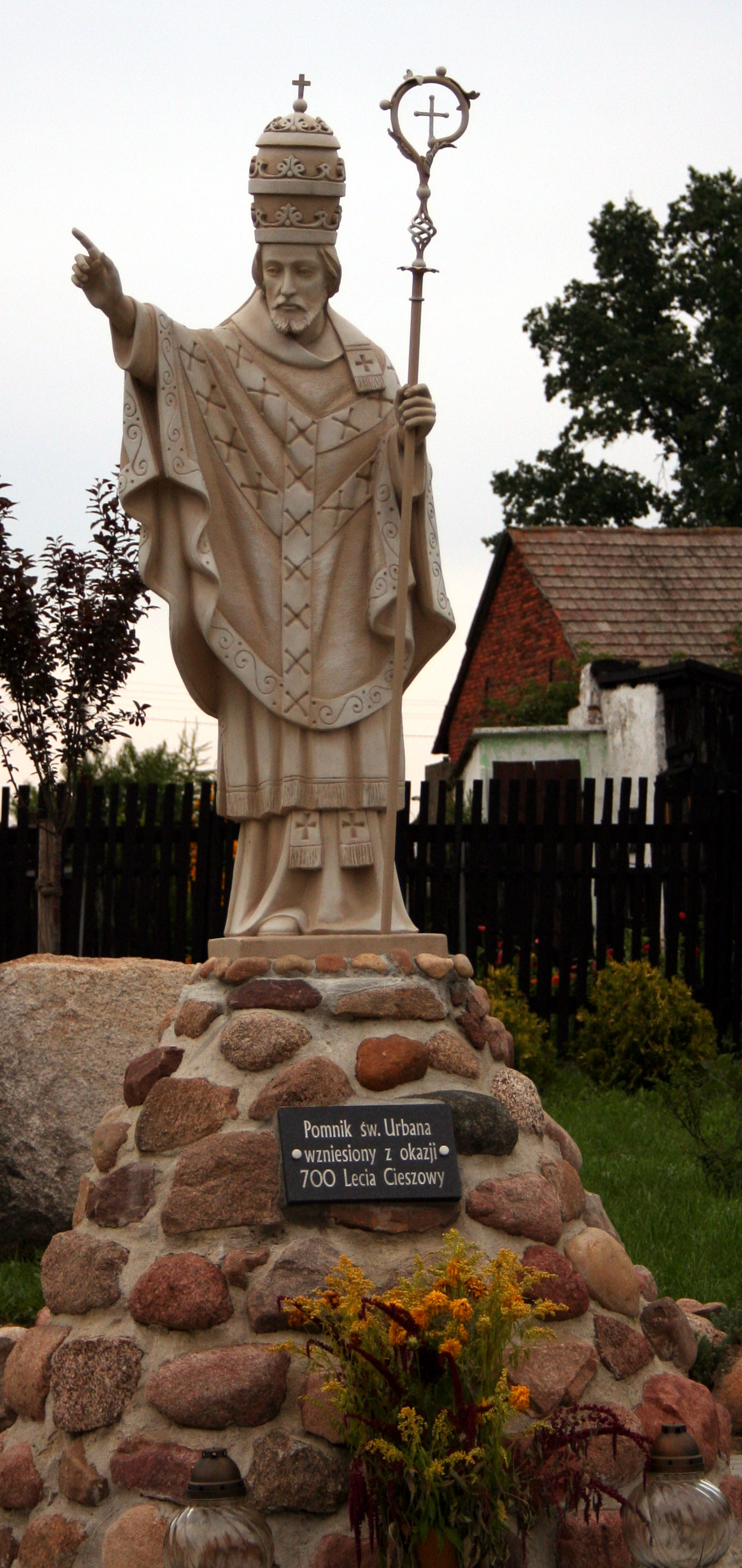
Giáo hoàng Urbanô I đội "tam trùng miện".

Tương truyền ông đã rửa tội cho chồng của Thánh Cecilia. Truyền thống cho rằng ông là người làm đầu mối cho Thánh Cecilia và chồng của Thánh nhân hoán cải. Cecilia là một thiếu nữ Kitô giáo của giai cấp quyền quý kết hôn với một người La Mã tên là Valerian. Bà đã nói với người chồng của mình, "Em sẽ tiết lộ cho anh một sự thật, nhưng anh phải hứa đừng nói với ai." Và khi ông hứa, bà nói: "Có một thiên thần luôn trông chừng em, và gìn giữ em khỏi bị ai đụng chạm đến." Ông nói, "Em yêu dấu, nếu đó là sự thật, hãy cho anh thấy vị thiên thần ấy," và bà trả lời, "Anh chỉ có thể thấy nếu anh tin vào Thiên Chúa, và được rửa tội. Sau đó, bà gửi chồng đến gặp Giáo hoàng Urbanô I để được rửa tội; và khi ông trở về nhà, ông thấy Cecilia đang cầu nguyện trong phòng, và cạnh đó là một thiên thần. Cecilia, qua lời rao giảng của mình đã đưa bốn trăm người trở lại đạo và được Giáo hoàng Urbanô rửa tội. Sau đó bà bị bắt và bị xử tử. Năm 230, sau cuộc tử đạo của Thánh Cecilia ở Trastevere, Urbano đã cho xây một ngôi Thánh đường làm nơi đặt di hài thánh nữ ngày nay.
Ông cũng thường xuất hiện trong nghệ thuật với một trong hai hình thức. Thông thường ông ngồi đội "tam trùng miện" của Giáo hoàng hoặc đội mũ của Giám mục, một tay cầm cuốn kinh thánh và một tay cầm một chùm nho. Truyền thuyết dân gian cho rằng Giáo hoàng Urbanô là quan thầy của vụ mùa nho và trong các xứ thuộc Đức, cũng như ở Alsace, nhiều lần đặc biệt là vào thời kỳ trung đại, các thẩm quyền và Giáo hội Công giáo đã phải can thiệp để giới hạn bớt những sự quá đáng của lòng sùng kính này.
Giáo hoàng Urbanô bị xử trảm bởi viên cảnh sát trưởng Turcius Almenius. Vị trí chôn cất Giáo hoàng Urbanô I đã để lại nhiều bí ẩn sau khi ông chết. Người ta tin rằng ông được chôn cất ở Coemetarium Praetextati, nơi tìm thấy một lăng mộ có tên của ông. Tuy nhiên khi đào bớt các hầm mộ của Thánh Callistus – Ý, nhà khảo cổ học Giovanni de Rossi đã tìm thấy một quan tài bằng đá và đề xuất rằng Giáo hoàng Urbanus I được chôn cất tại đó. De Rossi cũng tìm thấy một danh sách các vị tử đạo và những người được chôn cất tại hầm mộ của St Callistus, trong đó có tên của Urbanus I. Do đó De Rossi kết luận rằng, Urbanus được chôn trong Coemetarium Praetextati là một người khác cũng là Giám mục còn Giáo hoàng Urbanus I thì được chôn tại hầm mộ của Thánh Callistus. Trong khi nhiều sử gia chấp nhận điều này thì nó vẫn còn những nghi vấn. Đó là vì danh sách thống kê các thánh được chôn trong hầm mộ của Thánh Callistus được lập dưới thời Giáo hoàng Sixtus III không bao gồm Urbanus Giáo hoàng nhưng trong một danh sách ngoài các Giám mục.